# Louis Leplée
Louis Leplée (Bayonne, 7 aprile 1883 – Parigi, 6 aprile 1936) è stato il direttore di uno dei cabaret di Parigi, il Gerny's, situato sugli Champs-Élysées. Amico di Arletty, fu lo scopritore di Édith Piaf.
Muore ucciso nella sua casa di Parigi il 6 aprile 1936, poco tempo dopo aver fatto incidere il primo disco alla cantante francese; questo evento provocò una vendetta contro la cantante Edith Piaf, ritenuta complice, che le costò quasi la carriera. La morte di Louis Leplèe è ancora avvolta dal mistero.
La sua figura venne interpretata al cinema dall'attore Gérard Depardieu nel film La Vie en rose del 2007.